# Domenico Bulgarini
Domenico Bulgarini (Santa Fiora, 28 gennaio 1887 – Santa Fiora, 14 luglio 1966) è stato un editore, scrittore e autore teatrale italiano.
Nel 1948 ha fondato a Firenze la casa editrice che porta il suo nome, orientata sulla produzione di libri scolastici.
Scrittore e autore teatrale citato da Giovanni Papini e Ardengo Soffici, amico di Ernesto Balducci, nel 1920 scrisse il poema burlesco Il Pasquino; nel 1940 invece un saggio su San Francesco per la Paravia di Torino.
Una lapide e un istituto comprensivo a Santa Fiora sono intitolati in suo nome. 

## Opere
- La Madonna Torino, Paravia, 1932
- Il Battista Torino, Paravia, 1938
- Santo Francesco Torino, Paravia, 1940
- Dolce Santafiora: cronache della mia montagna Firenze, Bulgarini, 2002
- Pater (Don Bosco, il santo dei birichini) Torino, Paravia, 1934
- Lo scimmione Milano, Corticelli, 1930
- Pasquino - poema burlesco in tre atti Firenze, G. Barbera, 1928